# Tomasz Tatar
Tomasz Tatar, zwany Tatarem Myśliwcem (około 1810 – około 1880 lub 1788 – 13 VII 1858) – myśliwy i zbójnik tatrzański.

## Życiorys
Informacje o życiu Tomasza Tatara są skąpe i szczątkowe, do tego stopnia, że rozbieżność podawanych dat jego urodzenia i zgonu przekracza dwie dekady; istnieje także możliwość, że w istocie miał na imię Szymon, a Tomasz („Tomcik”) był jedynie przydomkiem. Używano w stosunku do niego również określeń „Polowac” i „Ropsic”.
Tatar Myśliwiec pochodził ze Skibówek w zachodniej części Zakopanego. Uciekł z wojska austriackiego lub przed poborem do wojska około 1835 roku (co wspierałoby późniejszą datę urodzenia) lub w okresie wojen napoleońskich (co potwierdzałoby datę wcześniejszą). Od tego czasu żył samotnie w górach. Z innymi zbójnikami utrzymywał stosunki rzadkie i ostrożne. Z obawy przed odpowiedzialnością prawną grożącą bliskim dezerterów rodzina (z wyjątkiem bratanka Szymona) wkrótce zerwała z nim kontakty.
Niekiedy podawano, że Tatar Myśliwiec nie był właściwie zbójnikiem, gdyż nie napadał na ludzi, ograniczając się do polowań i handlu wymiennego, ale prawdopodobnie nie jest to prawdą. Według legendy miał dokładnie raz w życiu zabić człowieka, mianowicie harnasia, który próbował narzucić swoje rządy ludziom gór, źródła jednak wymieniają liczne przypadki, w których ranił i zabijał. Zbójował przede wszystkim na Orawie, wyłącznie w pojedynkę, i budził tam niemały postrach. Michał Jagiełło określił go kompromisowo jako „poniekąd zbójnika”.

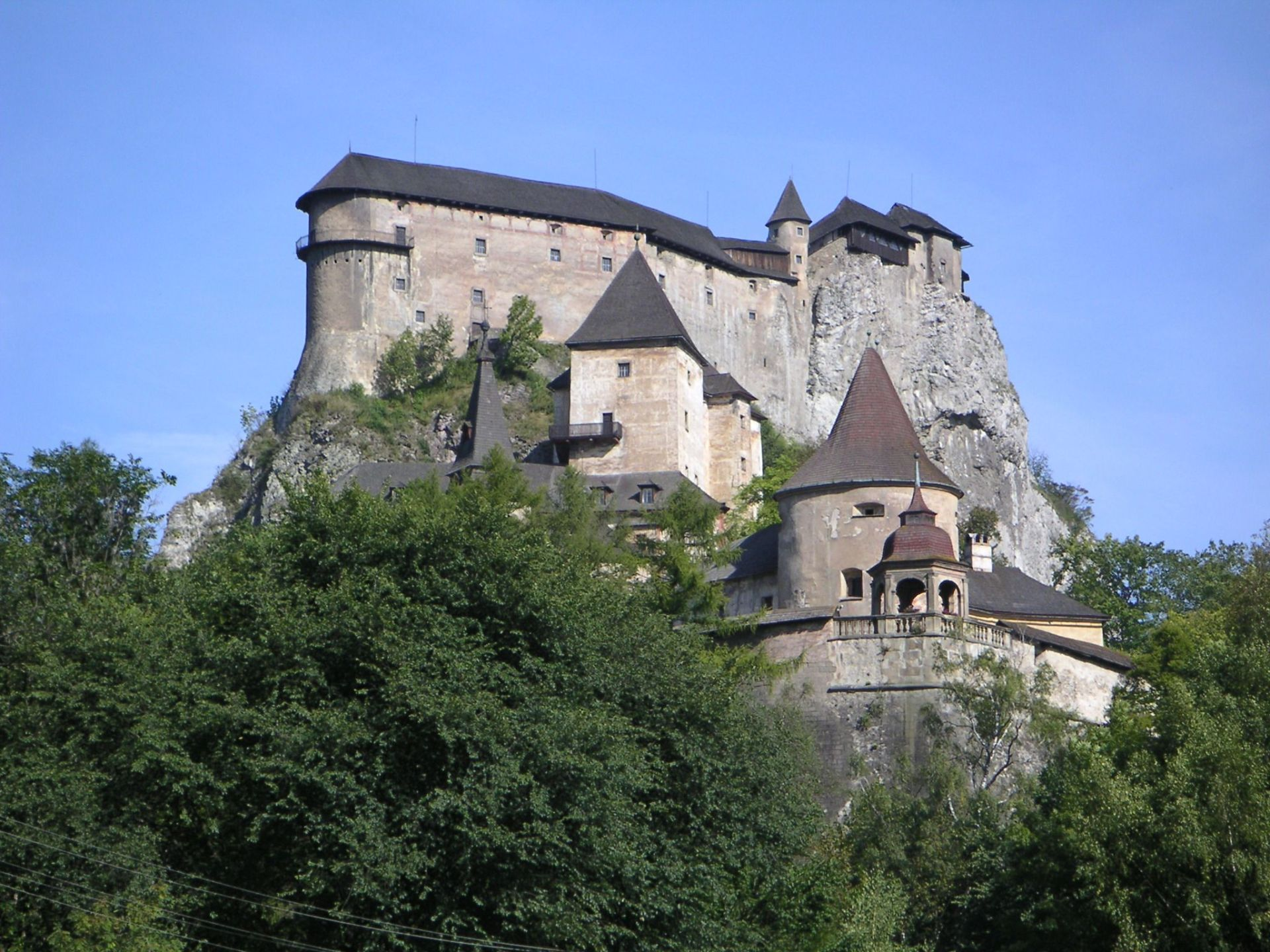
Zamek Orawski, z którego Tomasz Tatar dwukrotnie uciekał

Jedna z najbardziej znanych opowieści o Tomaszu Tatarze opisuje przypadek, w którym ten, przebywając na Orawie (prawdopodobnie we wsi Sucha Góra), został wydany władzom przez kochankę (którą dla zemsty próbował zabić nożem, ale jedynie niegroźnie zranił) lub przez karczmarza. Myśliwiec jadł kolację w oberży, dla niepoznaki przebrany za Żyda – jako jeden z nielicznych zbójników prawdopodobnie nie przejawiał tendencji antysemickich. Wówczas budynek został otoczony przez kilkudziesięcioosobowy oddział austriacki. Gdy dowódca oddziału wszedł do środka, Myśliwiec zranił go ciężko ciupagą w twarz i trwale okaleczył. Następnie, korzystając z zapadających ciemności, odwrócił uwagę oblegających, rzucając przez okno płaszczem lub karczmarzem, i w ogólnym rozgardiaszu wymknął się z budynku. W walce odniósł ranę w udo, co według legendy nie przeszkodziło mu – gdy poszukujący rozeszli się po okolicy – wrócić i dokończyć kolację.

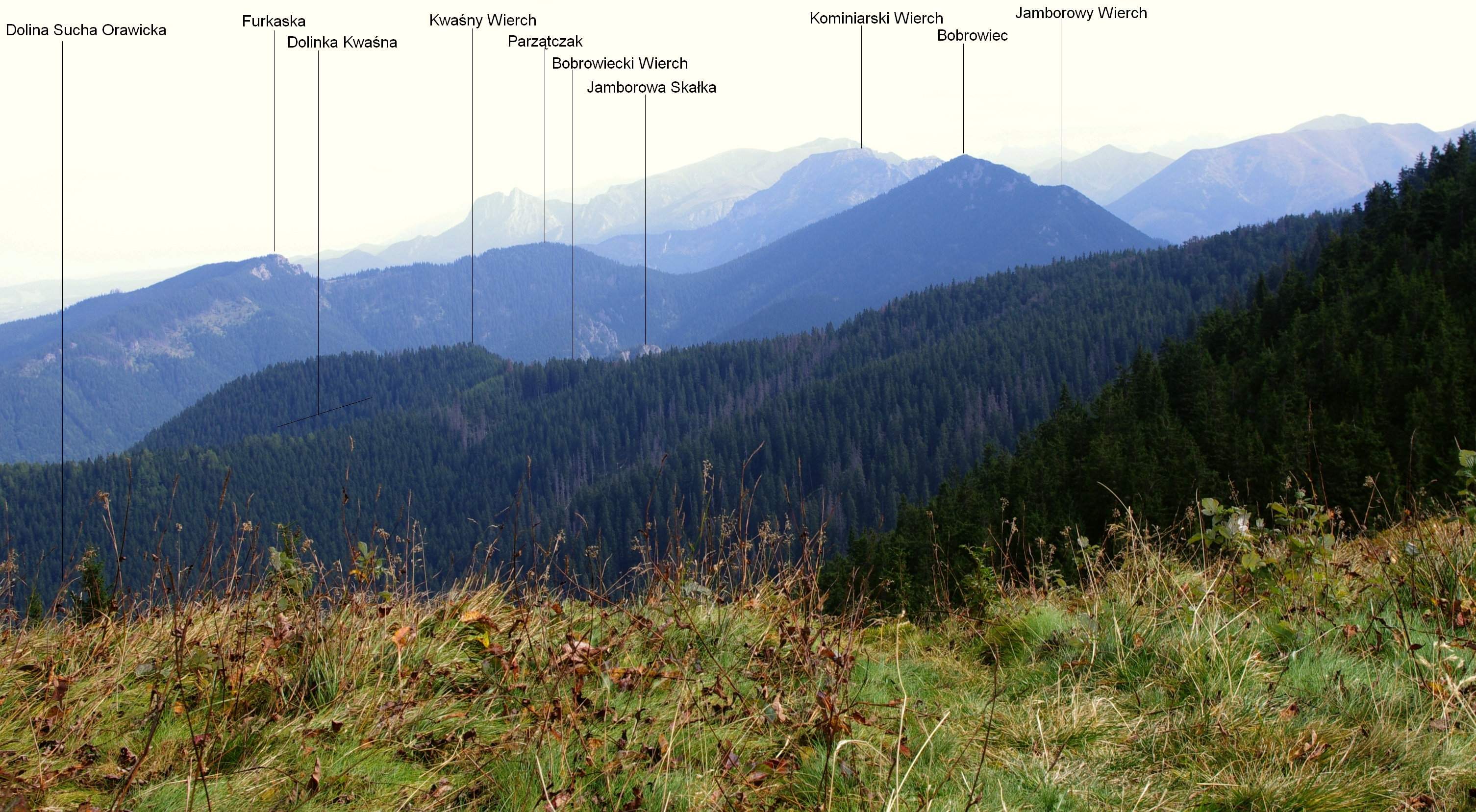
W tych okolicach ukrywał się Tatar Myśliwiec. Dolinka Kwaśna i Bobrowiec widziane z Przełęczy pod Osobitą

Źródła są zgodne co do tego, że Tomasz Tatar dwukrotnie został schwytany przez Austriaków. W jednym z tych przypadków zaraz po pojmaniu wymierzono mu karę podobną do praszcząt. Raz uciekł z Zamku Orawskiego, przepiłowując kratę i skacząc przez okno lub wymykając się w przebraniu wartownika. Drugi raz wydostał się (prawdopodobnie także z Zamku Orawskiego, choć być może z lochów w Dolnym Kubinie) innym sposobem: gdy strażnik zapomniał zamknąć celę, bezksiężycową nocą skuty kajdanami zbójnik wyszedł, niosąc współwięźnia na ramionach i wydając przerażające dźwięki. Straż nie zatrzymała ogromnego, niewyraźnego stwora z obawy, że ma do czynienia ze zjawiskiem nadprzyrodzonym. Niewątpliwie działo się to przed rokiem 1868, kiedy Zamek Orawski utracił funkcje więzienne i został przekształcony w muzeum.
Dla uniknięcia władz Tatar Myśliwiec korzystał z pewnej liczby odkrytych przez siebie ustronnych kryjówek górskich. Chował się w grocie Kuhnia w Dolince Kwaśnej, na stokach Bobrowca, a także w okolicach Osobitej. Z jego kryjówek w okresie powstania chochołowskiego korzystał gościnnie Sabała, a kilka lat wcześniej Maciej Sieczka. W przeżyciu w surowym górskim klimacie pomagali mu niektórzy bacowie, którym w zamian nie łupił stad owiec, a nawet pomagał je chronić przed drapieżnikami. Z powodzeniem polował na niedźwiedzie, wilki, dziki i głuszce. Ze względu na swoje zrozumienie natury zwierząt, był uważany za najlepszego myśliwego w całej okolicy.
Tomasz Tatar był niewielkiego wzrostu, ale mocnej postury. Zdaniem Wojciecha Brzegi, był „więcej do rysia jak do niedźwiedzia podobny”. Odznaczał się niespotykaną wytrzymałością i nikt nie potrafił doścignąć go w biegu; skakał także niezwykle sprawnie. Był bezdzietny lub przynajmniej nie są znane informacje o jego ewentualnych potomkach.

## Śmierć i upamiętnienie
Tatar Myśliwiec spędził jako samotny zbójnik około 40–50 lat. Teresa Gąsienica Brzega (matka Wojciecha Brzegi), która znała go prawdopodobnie w szóstej dekadzie XIX wieku, wspominała go jako „starego, ale jeszcze zdrowego i przy sile”.
Zbliżając się do siedemdziesiątego roku życia, dotknięty postępującą ślepotą i ciężką chorobą płuc, Tomasz Tatar powrócił do domu rodzinnego i zamieszkał z bratem. Wymiar sprawiedliwości nie ścigał go już: po zejściu z gór starzec przeżył jedynie kilka miesięcy. Według legendy umarł z ciupagą w rękach w czasie pierwszej wiosennej burzy, co byłoby sprzeczne z podawaną niekiedy datą zgonu 13 lipca. W roku 1881 August Wrześniowski opisywał go jako „niedawno zmarłego”, co nie rozstrzyga daty zgonu, gdyż Wrześniowski określał także Wojciecha Gała z Olczy „zmarłym przed kilku laty”, gdy w istocie były to 22 lata. Nic nie wiadomo o tym, aby zachował się grób zbójnika.
Tomasz Tatar jest uwieczniony w dziełach Stanisława Witkiewicza, Kazimierza Przerwy-Tetmajera, Walerego Eljasza-Radzikowskiego; prawdopodobnie był także pierwowzorem postaci uwięzionego zbójnika w Popiołach Stefana Żeromskiego. Zapamiętane zostały słowa Sabały „Nad Tatara, nad Myśliwca polowaca więksego nimas w całyk Tatrak”. W zbiorach Muzeum Tatrzańskiego znajduje się jedyna zachowana autentyczna rzeźba zbójnika, pochodząca z Zuberca i datowana na okolice 1830 roku. Według tradycji przedstawia ona Tatara Myśliwca.

## Bratanek

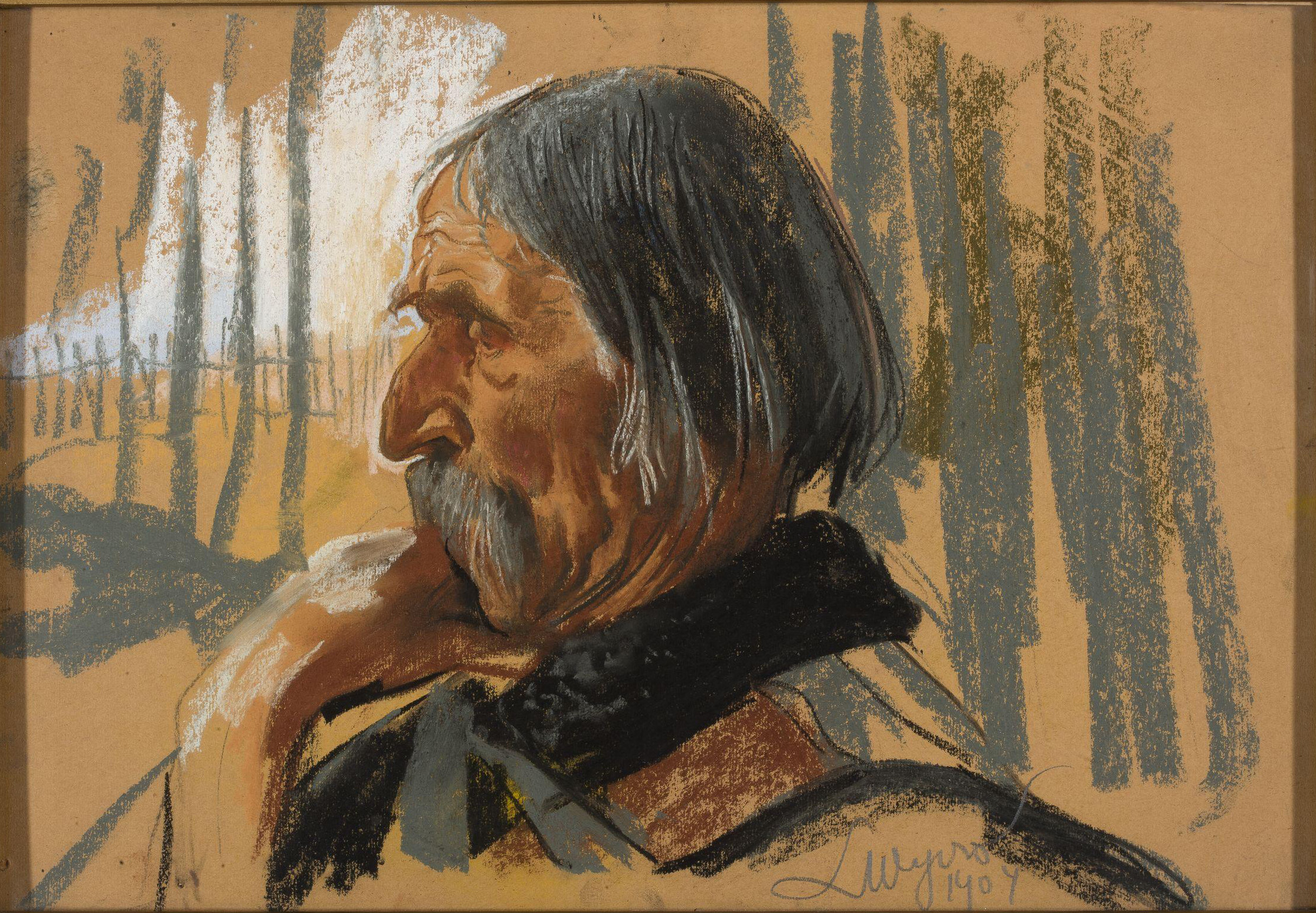
To nie jest Tomasz Tatar. Portret Szymona Tatara starszego autorstwa Leona Wyczółkowskiego

Z uwagi na niedobór zachowanych informacji o życiu Tomasza Tatara bywa on często mylony w źródłach z Szymonem Tatarem starszym, znanym myśliwym i przewodnikiem tatrzańskim, dla którego był stryjem. Gdzieniegdzie postaci te są błędnie łączone w jedną, bądź też mylnie przyjmuje się, że Tomasz Tatar był postacią legendarną, a informacje o nim zostały zaczerpnięte z życiorysu Szymona Tatara. Z drugiej strony, wiersz Kazimierza Przerwy-Tetmajera „Ostatni” bywa błędnie uważany za poświęcony Tatarowi Myśliwcowi, podczas gdy w istocie jest dedykowany jego bratankowi. Wydaje się prawdopodobne, że Tomasz Tatar wywarł znaczący wpływ na młodego Szymona Tatara; przewodnik twierdził, że jedynie dzięki przestrogom stryja nie został zbójnikiem. Trudno jednak powiedzieć coś więcej o ich relacjach z powodu zasadniczej wątpliwości: różnica wieku pomiędzy nimi według różnych źródeł mogła wynosić od 16 do 44 lat.